# Zinnia Ramírez
Zinnia Ramírez Taylor (Valparaíso, 30 de mayo de 1955) es una escultora y artista visual chilena adscrita al arte contemporáneo en los que propone una mirada conceptual de temas relacionados con la ecología y la mujer a través del grabado, la fotografía, instalaciones y la pintura.
Estudió artes plásticas en la Universidad de Concepción que complementó posteriormente en la Universidad de Chile. En su trabajo se observan «efectos que remiten a los orígenes del hombre americano, las culturas precolombinas y sus rituales. Suele experimentar con materiales no tradicionales, técnicas de conservación y la creación de nuevas formas de montaje», y que para el crítico de arte Waldemar Sommer se podría insertar dentro del arte «no figurativo fanal colonial».
El año 2005 recibió una nominación al Premio Altazor de las Artes Nacionales en la categoría Escultura por su exposición Materia + Espíritu, mientras que en 2012 recibió el Premio del Círculo de Críticos de Arte en la categoría artes visuales por la muestra Pasajes 1992-2012 del Museo Nacional de Bellas Artes de Chile.
Ha participado en varias exposiciones individuales y colectivas durante su carrera, entre ellas la II Trienal Internacional de la Xilografía Contemporánea en Capri (1972), la I y II Bienal de Grabado Contemporáneo en San Juan (1972 y 1973), las muestras Diálogo, Marcus Kiel y Zinnia Ramírez en el Westfällisches Industriemusseum de Essen (2002), Materia + Espíritu en el Museo de Artes Visuales de Santiago (2004), Arte Cerámico Contemporáneo en Chile y Zinnia Ramírez / Pasajes 1992-2012 en el Museo Nacional de Bellas Artes (1996 y 2012 respectivamente), Arte Ayuda en el Museo de Arte Contemporáneo de Santiago (2008), entre otras exposiciones en Chile, Estados Unidos, Canadá y Alemania.